# بيتر جريكو
بيتر جريكو (1 يناير 1947 بإيطاليا - ) هو لاعب كرة قدم كندي في مركز حراسة المرمى. شارك مع منتخب كندا تحت 17 سنة لكرة القدم ومنتخب كندا لكرة القدم. أما مع النوادي، فقد لعب مع فانكوفر وايتكابس وICSF Columbus FC ‏.

## وصلات خارجية
- بيتر جريكو على موقع عالم كرة القدم.نت (الإنجليزية)